# Illadopsis
Genre
Illadopsis est un genre de passereaux de la famille des Pellorneidae. 

## Répartition
Ce genre se trouve à l'état naturel en Afrique subsaharienne.

## Liste des espèces
Selon la classification de référence du Congrès ornithologique international (version 14.1, 2024) :
- Illadopsis fulvescens (Cassin, 1859) — Akalat brun, Grive-akalat brune
  - Illadopsis fulvescens dilutior (White, CMN, 1953)
  - Illadopsis fulvescens fulvescens (Cassin, 1859)
  - Illadopsis fulvescens gularis Sharpe, 1870
  - Illadopsis fulvescens iboensis (Hartert, 1907)
  - Illadopsis fulvescens moloneyana (Sharpe, 1892)
  - Illadopsis fulvescens ugandae (van Someren, 1915)
- Illadopsis rufipennis (Sharpe, 1872) — Akalat à poitrine blanche, Grive-akalat à poitrine blanche, Grive-akalat à poitrine pâle
  - Illadopsis rufipennis bocagei (Salvadori, 1903)
  - Illadopsis rufipennis extrema (Bates, 1930)
  - Illadopsis rufipennis rufipennis (Sharpe, 1872)
- Illadopsis distans (Friedmann, 1928) — Akalat de Friedmann
- Illadopsis pyrrhoptera (Reichenow & Neumann, 1895) — Akalat montagnard, Akalat de montagne, Grive-akalat à gorge grise, Grive-akalat de montagne
  - Illadopsis pyrrhoptera pyrrhoptera (Reichenow & Neumann, 1895)
  - Illadopsis pyrrhoptera nyasae (Benson, 1939)
- Illadopsis cleaveri (Shelley, 1874) — Akalat à tête noire, Grive-akalat à tête noire
  - Illadopsis cleaveri batesi (Sharpe, 1901)
  - Illadopsis cleaveri cleaveri (Shelley, 1874)
  - Illadopsis cleaveri johnsoni (Büttikofer, 1889)
  - Illadopsis cleaveri marchanti Serle, 1956
  - Illadopsis cleaveri poensis Bannerman, 1934
- Illadopsis albipectus (Reichenow, 1888) — Akalat à poitrine écaillée, Grive-akalat à poitrine écaillée
- Illadopsis turdina (Hartlaub, 1883) — Akalat à dos roux
  - Illadopsis turdina harterti (Grote, 1921)
  - Illadopsis turdina turdina (Hartert, 1883)
  - Illadopsis turdina upembae (Verheyen, 1951)
- Illadopsis puveli (Salvadori, 1901) — Akalat de Puvel, Grive-akalat de Puvel
  - Illadopsis puveli puveli (Salvadori, 1901)
  - Illadopsis puveli strenuipes (Bannerman, 1920)
- Illadopsis rufescens (Reichenow, 1878) — Akalat à ailes rousses, Grive-akalat à ailes rousses, Grive-akalat du Libéria